# 陳鵬翔
陳慧樺（本名：陳鵬翔，1942年7月5日生至2024年9月1日卒，籍貫廣東普寧，國立台灣師範大學英語系畢業，國立台灣大學外文研究所國家文學博士。

## 學歷
- 國立臺灣師範大學英語學士
- 國立臺灣大學外文博士

## 經歷
- 國立臺灣師範大學講師、副教授、教授
- 世新大學、東南技術學院、德明技術學院、佛光大學教授、马来西亚南方大学学院中文系教授、人文与社会学部院长

## 著作
- 《中英古典詩裡的秋天；主題學研究》（博士論文）
- 《文學創作與神思》
- 《雲想與山茶》
- 《主題學理論與實踐—抽象與想像的衍化》
- 《我想像一頭駱駝》
- 《在史坦利公園--人文山水漫遊》

## 譯作
- 《蒼蠅王》（威廉·高丁作品）

## 外部連結
- 佛光大學陳鵬翔教授網頁